# Limpurger Land
Das Limpurger Land ist eine Region im Nordosten von Baden-Württemberg. Es ist das ehemalige Herrschaftsgebiet der Schenken von Limpurg. Ein Teil der Gemeinden und ein Ort in der Region haben sich zum Gemeindeverwaltungsverband Limpurger Land zusammengeschlossen.

## Geografische Lage

Gemeindeverwaltungsverband Limpurger Land im Landkreis Schwäbisch Hall

Das historische Limpurger Land liegt in Nordostwürttemberg im südwestlichen Teil des Landkreises Schwäbisch Hall und im westlichen des Ostalbkreises, es liegt um den oberen Kocher, die untere Fichtenberger Rot und einen Mittellaufabschnitt der Bühler in und an den Schwäbisch-Fränkischen Waldbergen. Hauptort der ehemaligen Grafschaft der Schenken von Limpurg war die Kleinstadt Gaildorf nahe der Mündung der Rot in den Kocher, auch heute noch der größte Ort der Region. Das Limpurger Land umfasste neben der Stadt in der Hauptsache die Gemeinden Michelbach an der Bilz nördlich und kocherabwärts von Gaildorf, Obersontheim im Bühlertal im Nordosten von ihr, Sulzbach-Laufen kocheraufwärts im Südosten, Gschwend im Welzheimer Wald und auf der Frickenhofer Höhe im Süden und Fichtenberg und weiter flussaufwärts Oberrot im unteren Rottal im Westen, dazu die in Abtsgmünd aufgegangene frühere Gemeinde Untergröningen noch südöstlich und kocheraufwärts von Sulzbach-Laufen.
Zum heutigen Gemeindeverwaltungsverband gehören allein die Stadt Gaildorf und die Gemeinden Oberrot, Fichtenberg und Sulzbach-Laufen, also nur Kommunen des Landkreises Schwäbisch Hall in Kocher- und Rottal.

## Geschichte

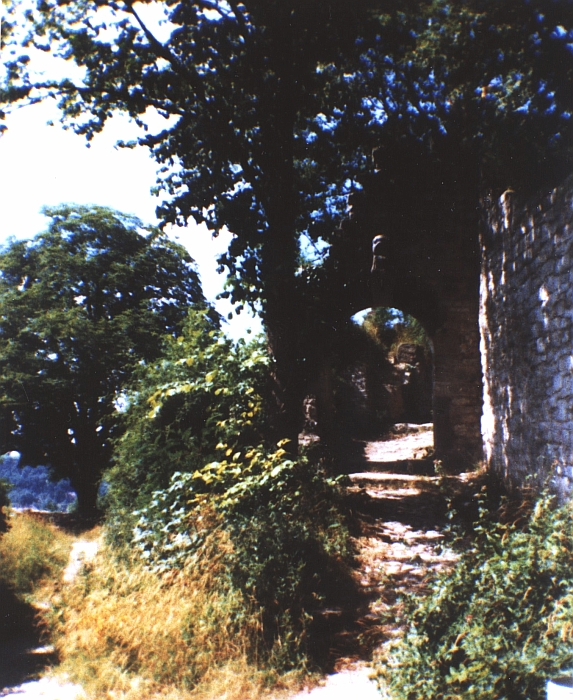
Tor zur namengebenden Burg Limpurg bei Schwäbisch Hall

Das Limpurger Land entstand aus staufischem Besitz. Schenk Walter von Schüpf erbaute um 1215 die Burg Limpurg oberhalb der Stadt Hall. Es gelang den Schenken jedoch nicht, die reiche Salzstadt Hall in ihren Besitz einzugliedern. Ihnen blieb deshalb das Land um Gaildorf. Es umfasst einen ehemaligen Reichswald vom Kocher- bis zum Leintal und ein Gebiet freier Rodungsbauern, genannt Waibelhaube.
Es gab häufig Auseinandersetzungen mit Hall. Diese endeten 1541 schlussendlich mit dem Verkauf der Burg Limpurg an Hall. Trotz den Auseinandersetzungen blieben die Reichsstadt und die Limpurger Schenken eng verbunden, denn Hall brauchte das Brennholz aus den Limpurger Wäldern für den Betrieb seiner Saline zum Einkochen der genutzten salzhaltigen Sole. Es wurde in großen Scheiten aus den Wäldern der Schenken im Umfang von jährlich bis zu 130.000 Kubikmetern auf Nebenflüssen von diesem und auf dem Kocher nach Schwäbisch Hall geflößt. Dort wurde es für die Salzgewinnung als Brennstoff für die Saline verwendet.
Nach dem Übertritt zur Reformation veränderte sich die Lage der Schenken entscheidend. Sie mussten, weil die nachgeborenen Söhne nicht mehr abgefunden und im Kloster versorgt werden konnten, nun ihren Besitz immer weiter teilen. Dies schwächte die Wirtschaftskraft der Limpurger Schenken und sie mussten sich ein neues Auskommen suchen. Sie fanden es im Dienst als Beamte oder Offiziere. Gleichwohl entstanden 1564 in Untergröningen (Schloss Untergröningen) und 1609 in Michelbach an der Bilz neue Residenzen.
Der nächste harte Schlag für die Limpurger war der Dreißigjährige Krieg. Sie waren zwar selbst nicht Kriegspartei, jedoch stießen 1645 bei Obersontheim die Schweden und Franzosen mit den Bayern zusammen. 1645 lagerte der französische Feldherr Turenne in Gaildorf.

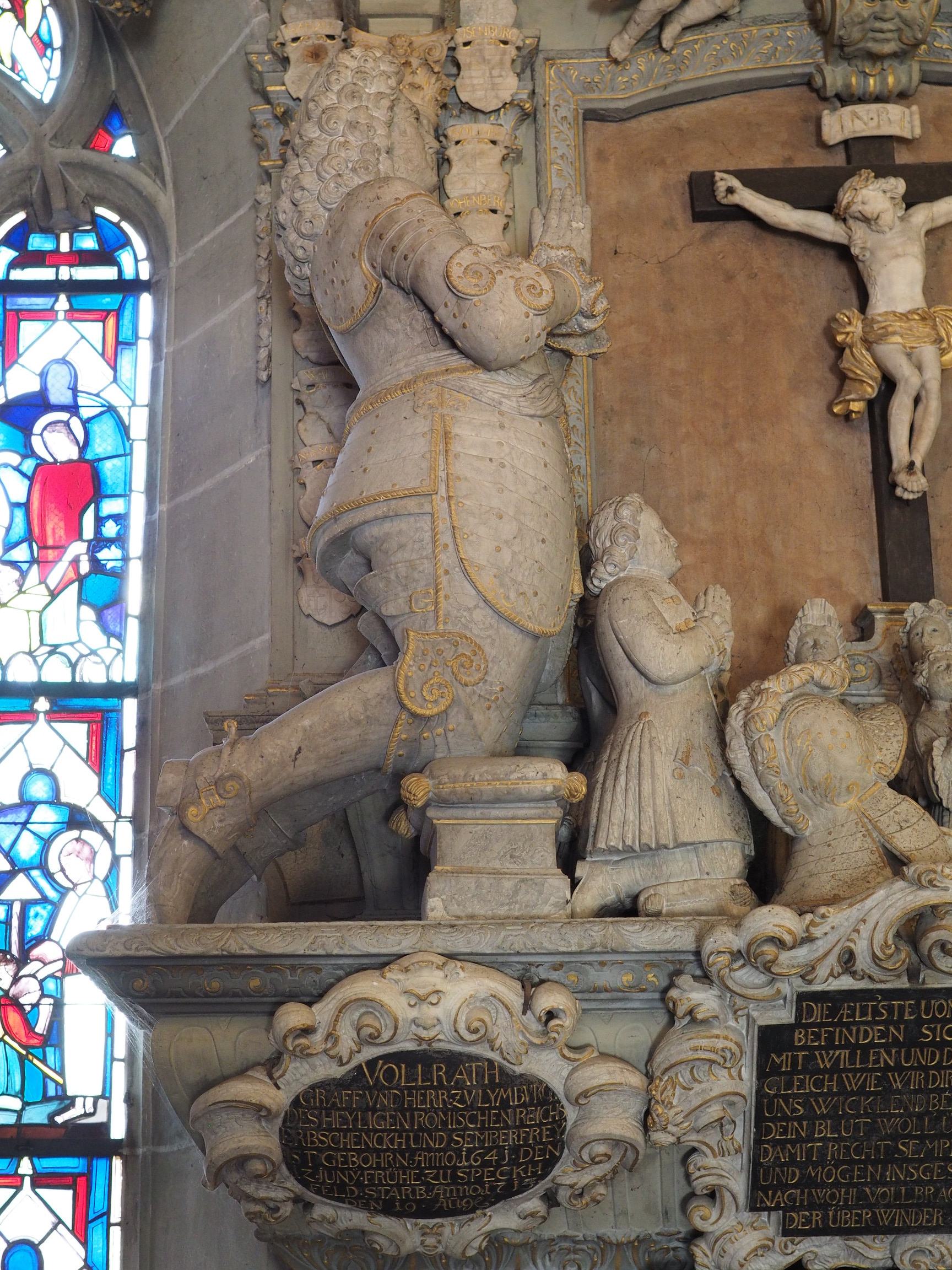
Grabmal von Schenken Vollrath, Skulptur des Verstorbenen.

1690 starb Wilhelm Heinrich, der letzte Gaildorfer Schenk. Sein Verwandter und Erbe Graf Vollrath aus der dortigen Linie starb 1713 in Obersontheim. Beide haben prunkvolle Gräber in den Kirchen des jeweiligen Sterbeortes. Nach dem Tod des letzten Schenken besetzten preußische Soldaten Gaildorf und machten Erbansprüche geltend. Nach der Schlichtung dieses Streits heirateten die zehn verbliebenen Erbtöchter, wodurch das Erbe weiter zersplitterte. Nachkommen dieser Töchter erscheinen auf den Ahnentafeln des deutschen und europäischen Hochadels.

Oberamt Gaildorf, im Wesentlichen mit dem Umfang des Limpurger Landes und dessen sieben Landesteilen nach dem Erlöschen der männlichen Linie

Württemberg erwarb nach und nach Anteile an Limpurg. 1806 kam die Grafschaft Limpurg, aufgrund der Rheinbundakte vollständig an das Königreich Württemberg. Gaildorf wurde zum Sitz des Oberamts Gaildorf, das bis 1938 bestand. In diesem Jahr schon wurde ein Teil dem (Alt-)Landkreis Hall zugeschlagen. Seit der Kreisreform 1973 ist das Limpurger Land aufgeteilt auf den Landkreis Schwäbisch Hall und den Ostalbkreis (Gschwend, Abtsgmünd-Untergröningen).
Erst 1843 bekam die Oberamtsstadt Gaildorf (sie war eine der letzten) ein Postamt und 1879/80 mit der Murrtalbahn einen Eisenbahnanschluss.

### Residenzen der Schenken von Limpurg im Limpurger Land
Die Residenzen der Limpurger waren das Alte Schloss und das Neue Schloss in Gaildorf sowie das Schloss Schmiedelfeld oberhalb von Sulzbach am Kocher. Schenk Erasmus erbaute Mitte des 16. Jahrhunderts sein Schloss in Obersontheim, nachdem er die Stammburg verkauft hatte.

## Verkehr

### Straße
Das Limpurger Land wird von den folgenden Bundesstraßen durchquert:
- B 19
- B 298

Innerhalb der Region fahren außerdem Linien- sowie Rufbusse.
Durch das Limpurger Land führt auch die Idyllische Straße.

### Schiene
Das Limpurger Land liegt an der Bahnstrecke Waiblingen–Schwäbisch Hall-Hessental mit den Bahnhöfen Gaildorf West und Fichtenberg. Am Bahnhof Gaildorf West zweigte die Obere Kochertalbahn ab, auf welcher der Betrieb gegen Ende 2005 eingestellt wurde und die Schienen 2009 größtenteils abgebaut wurden.

## Landschaft
Mehr als die Hälfte des Limpurger Landes ist mit Wald bedeckt.
Die östlichen Limpurger Land umfassen einen großen Teil der Limpurger Berge mit dem 564,7 m ü. NHN hohen Altenberg am Ostrand der Region, auf dem der Aussichtsturm Altenbergturm bis über 600 m ü. NHN aufragt. Die höchste Erhebung des Limpurger Landes ist jedoch der 585,2 m ü. NHN hohe Hagberg westlich von Gschwend am Rand des Welzheimer Waldes; auf ihm steht der 23 m hohe Hagbergturm. Andere Teile der Höhen über den Tälern gehören zum südöstlichen Mainhardter Wald.

### Flüsse
Hierarchisch unter den jeweiligen Vorfööiter eingerückt.
- Kocher
  - Fichtenberger Rot
  - Bühler
    - Fischach

Der den Anfluss letztlich aufnehmenden Kocher entwässert über den Neckar und dann den Rhein letztendlich in die Nordsee.

## Wirtschaft
In Gaildorf wurde 1839 die erste Kaltwasser-Heilanstalt Württembergs gegründet. Diese scheiterte jedoch genauso wie eine chemische Fabrik in Gaildorf-Ottendorf.
Auch der 1879/80 erfolgte Anschluss an die Eisenbahn brachte keine bemerkenswerte wirtschaftliche Entwicklung. Diese setzte erst in den 1930er Jahren ein, jedoch nur auf sehr bescheidenem Niveau.
Die Holzindustrie im Limpurger Land verarbeitet Holz aus ganz Süddeutschland. Ansässige holzverarbeitende Unternehmen sind:
- Rettenmeier mit Standort in Gaildorf-Unterrot
- Klenk mit Standorten in Oberrot (Stammwerk) und in Gaildorf

Weitere große Firmen sind:
- Mahle GmbH (Automobilzulieferer) mit Standort in Gaildorf
- Holopack (Verpackungstechnik) mit Standort in Sulzbach-Laufen (Werk 1) und in Untergröningen (Werk 2)[1]
- Thermo-Pack (Verpackungstechnik) mit Standort in Gaildorf[2]
- Kocher-Plastik (Maschinenbau) mit Standort in Sulzbach[3]

## Tourismus

### Kochertaldraisine
Auf der ca. 4 Kilometer langen Strecke zwischen Laufen am Kocher und Untergröningen wurden die Gleise der Oberen Kochertalbahn nicht entfernt. Hier verkehrten in der Eröffnungssaison 2009 vier Fahrraddraisinen. Für die Saison 2010 wurde auf sechs Draisinen aufgerüstet. Somit hat die Bahn eine Gesamtkapazität von 28 Personen, unter den Draisinen befindet sich auch eine „Rollstuhl-Draisine“.

### Aussichtstürme
- Kernerturm auf dem Kirgel (bei Gaildorf)
- Hagbergturm auf dem Hagberg (bei Gschwend)
- Altenbergturm auf dem Altenberg (bei Sulzbach-Laufen)

## Spezialitäten des Limpurger Landes

### Limpurger Rind
Das Limpurger Rind, auch Leintäler genannt, ist die älteste Rinderrasse Württembergs. Der Name geht auf die Zuchtgebiete im Limpurger Land zurück, jedoch wird es auch in Gebieten nahe am Limpurger Land gezüchtet. Die Limpurger Rinder erzielten schon früher Aufmerksamkeit auf überregionalen Märkten. Grund dafür sind der feine Knochenbau sowie die besondere Fleischqualität, was Kenner heute wieder sehr zu schätzen wissen.